# The Sounds of the Sounds of Science
The Sounds of the Sounds of Science är ett album med filmmusik skrivet av Yo La Tengo för filmskaparen Jean Painlevé. Det innehåller 78 minuter instrumental musik till hans åtta korta dokumentärfilmer. Liveframträdandena är kända som "The Sounds of Science" och därifrån kommer också namnet för skivan. Programmet debuterade 2001 på San Francisco Film Festival. Hela filmmusiken har framförts omkring tolv gånger och bandet hade aldrig hört talas om Painlevé innan de tillfrågades om att arbeta i projektet. De kollade heller inte mycket på filmerna innan de började skriva musiken.

I en intervju med Jim DeRogatis från Chicago Sun-Times berättade Ira Kaplan:
 What was different was that it was all sound for the most part. There was melody involved in the pieces, but it was really all about mood. There's so much of that in the songs we work on anyway, but to think only about the way the mood was developing was a big difference. The songs tend to start the same way with just the three of us kind of playing and seeing what comes out, but once we had something that we were working on, it was a lot different, and the pieces were all 10 minutes long!

## Låtlista
1. "Sea Urchins" - 10:22
2. "Hyas and Stenorhynchus" - 9:12
3. "Shrimp Stories" - 6:43
4. "How Some Jellyfish Are Born" - 8:22
5. "Liquid Crystals" - 8:54
6. "The Love Life of the Octopus" - 11:59
7. "Acera or the Witches' Dance" - 8:15
8. "The Sea Horse" - 13:18